# Magrib ima
Ez a cikk az imáról szól, az azonos nevű régióról szóló cikket lásd: Magreb
A magrib az iszlám vallás napi öt kötelező imája (szalát) közül a negyedik, amely napnyugtakor van. Ugyanebből a szóból ered a Magreb (vagy Magrib) térség és Marokkó arab neve is, mivel a szó jelentése: „a Naplemente helye”. A naplementi imáig tart a böjtölés, mely a hajnali imától kezdődik. Ilyenkor szoktak lakomát rendezni (iftár), s innentől szabad mindaz, ami a böjtölés alatt tilos volt: evés, ivás, házasélet stb.
A magrib ima három egységből (raka) álló ima. Az első két rakát hangosan, az utolsót pedig halkan mondják. A három fard (kötelező) raka után ajánlott még két rakát imádkozni. Utazáskor nem rövidíthető.
A naplementi ima ideje a Nap teljes eltűnésétől (napnyugta befejeződése), a nyugati látóhatáron az alkonypír teljes eltűnéséig tart.